# Primera División (Chile) 1972
Die Primera División 1972, auch unter dem Namen 1972 Campeonato Nacional de Fútbol Profesional bekannt, war die 40. Saison der Primera División, der höchsten Spielklasse im Fußball in Chile.
Die Meisterschaft gewann das Team von CSD Colo-Colo, das sich damit für die Copa Libertadores 1973 qualifizierte. Es war der elfte Meisterschaftstitel für den Klub. Zudem qualifizierte sich auch der Vizemeister Unión Española für die Copa Libertadores. Tabellenletzter und Verlierer des Relegationsspiels ist Everton, das somit erstmals in die zweite Liga abstieg.

## Modus
Die 18 Teams spielen jeder gegen jeden mit Hin- und Rückspiel. Meister ist die Mannschaft mit den meisten Punkten und qualifiziert sich für die Copa Libertadores. Der Vizemeister nimmt ebenfalls an der Copa Libertadores teil. Bei Punktgleichheit entscheidet ein Entscheidungsspiel um die bessere Position, wenn es um die Meisterschaft, die Qualifikation zur Copa Libertadores oder um den Klassenerhalt geht. In den anderen Fällen entscheidet das Torverhältnis. Der Tabellenletzte steigt in die zweite Liga ab.

## Teilnehmer
Für Absteiger Audax Italiano spielt Zweitligameister Naval de Talcahuano in dieser Primera División-Saison. Folgende Vereine nahmen daher an der Meisterschaft 1972 teil:
| Mannschaft            | Stadt             |
| --------------------- | ----------------- |
| Antofagasta Portuario | Antofagasta       |
| CSD Colo-Colo         | Santiago de Chile |
| Deportes Concepción   | Concepción        |
| Deportes La Serena    | La Serena         |
| Everton               | Viña del Mar      |
| Green Cross Temuco    | Temuco            |
| CD Huachipato         | Talcahuano        |
| Lota Schwager         | Coronel           |
| CD Magallanes         | Santiago de Chile |
| Naval de Talcahuano   | Talcahuano        |
| CD O’Higgins          | Rancagua          |
| Rangers de Talca      | Talca             |
| Unión San Felipe      | San Felipe        |
| Santiago Wanderers    | Valparaíso        |
| Unión Española        | Santiago de Chile |
| Unión La Calera       | La Calera         |
| Universidad Católica  | Santiago de Chile |
| Universidad de Chile  | Santiago de Chile |

## Tabelle
| Pl.                       | Verein                  | Sp. | S  | U  | N  | Tore    | Diff. | Punkte |
| ------------------------- | ----------------------- | --- | -- | -- | -- | ------- | ----- | ------ |
| 1.                        | CSD Colo-Colo           | 34  | 23 | 6  | 5  | 090:370 | +53   | 52     |
| 2.                        | Unión Española          | 34  | 20 | 9  | 5  | 048:200 | +28   | 49     |
| 3.                        | Universidad de Chile    | 34  | 19 | 8  | 7  | 072:380 | +34   | 46     |
| 4.                        | Deportes Conceptión     | 34  | 16 | 11 | 7  | 048:310 | +17   | 43     |
| 5.                        | Green Cross Temuco      | 34  | 15 | 13 | 6  | 055:430 | +12   | 43     |
| 6.                        | Deportes La Serena      | 34  | 14 | 11 | 9  | 052:410 | +11   | 39     |
| 7.                        | Universidad Católica    | 34  | 14 | 11 | 9  | 042:410 | +1    | 39     |
| 8.                        | CD Magallanes           | 34  | 13 | 11 | 10 | 062:540 | +8    | 37     |
| 9.                        | CD Huachipato           | 34  | 13 | 11 | 10 | 040:320 | +8    | 37     |
| 10.                       | Naval de Talcahuano (N) | 34  | 12 | 7  | 15 | 045:520 | −7    | 31     |
| 11.                       | Lota Schwager           | 34  | 9  | 12 | 13 | 040:520 | −12   | 30     |
| 12.                       | CD O’Higgins            | 34  | 8  | 10 | 16 | 045:540 | −9    | 26     |
| 13.                       | Unión La Calera         | 34  | 8  | 8  | 18 | 045:620 | −17   | 24     |
| 14.                       | Santiago Wanderers      | 34  | 8  | 8  | 18 | 036:590 | −23   | 24     |
| 15.                       | Antofagasta Portuario   | 34  | 10 | 4  | 20 | 042:660 | −24   | 24     |
| 16.                       | Rangers de Talca        | 34  | 8  | 8  | 18 | 032:620 | −30   | 24     |
| 17.                       | Unión San Felipe (M)    | 34  | 9  | 5  | 20 | 044:640 | −20   | 23     |
| 18.                       | Everton                 | 34  | 7  | 7  | 20 | 036:660 | −30   | 21     |
| Quelle: , Stand: Endstand |                         |     |    |    |    |         |       |        |

| (M) | Vorjahresmeister |
| (N) | Aufsteiger       |

## Beste Torschützen
| Rang | Spieler             | Klub                 | Tore |
| ---- | ------------------- | -------------------- | ---- |
| 1    | Fernando Espinoza   | CD Magallanes        | 25   |
| 2    | Francisco Valdés    | CSD Colo-Colo        | 23   |
| 3    | Juan Carlos Sarnari | Universidad de Chile | 19   |
| 4    | Rogelio Farías      | Unión Española       | 15   |
| 5    | Carlos Caszely      | CSD Colo-Colo        | 14   |